# Marcin Patrzałek
Marcin Patrzałek, né le 6 octobre 2000 à Kielce, est un guitariste et arrangeur polonais. Il est notamment connu pour son jeu de Guitare fingerstyle dans lequel il reprend des œuvres diverses.

## Biographie
Né à Kielce le 6 octobre 2000, Marcin Patrzałek se fait connaître du public en 2015 lors de l'émission Must be the music (pl).
En 2018, il remporte le concours italien Tú sí que vales (it).

## Discographie
- Dragon in Harmony, 2024
- Hush, MyMusic, 2016
- revAMP (EP), MyMusic, 2018